# Tryne Crossing
Tryne Crossing ist ein niedriger und dennoch schwierig zu behender Gebirgspass an der Ingrid-Christensen-Küste des ostantarktischen Prinzessin-Elisabeth-Lands. Auf der Langnes-Halbinsel in den Vestfoldbergen führt er vom südöstlichen Arm des Tryne-Fjords zum Langnes-Fjord.
Norwegische Kartographen kartierten das Gebiet anhand von Luftaufnahmen der Lars-Christensen-Expedition 1936/37. Weitere Luftaufnahmen entstanden bei der US-amerikanischen Operation Highjump (1946–1947). Eine Schlittenmannschaft unter der Leitung des neuseeländischen Geologen Bruce Harry Stinear (1913–2003) beging ihn erstmals am 13. Mai 1957 im Rahmen einer Kampagne der Australian National Antarctic Research Expeditions. Benannt ist der Pass in Anlehnung an die Benennung des Tryne-Fjords.